# Dystymie
Dystymie je porucha nálady, která spadá do oblasti deprese a je považována za její lehčí formu. Dystymie je také někdy označována jako chronická deprese. Dystymie je diagnostikována tehdy, pokud je depresivní nálada přítomna po většinu dne po dobu dvou let s přerušením ne delším než dva měsíce. Navíc musí být kromě deprese přítomny po tuto dobu alespoň dva následující příznaky: zhoršená chuť k jídlu nebo přejídání; poruchy spánku (nespavost nebo nadměrná spavost); slabost nebo únava; snížená sebedůvěra; zhoršené soustředění nebo problémy s rozhodováním; pocit beznaděje. Tyto příznaky pak vyúsťují v sociální, pracovní, školní problémy. Tato porucha je chronické, dlouhodobé onemocnění.

## Trvání
Dystymie může začít na počátku života nebo dokonce v dětství. Léčba může zkrátit její trvání nebo intenzitu příznaků.

## Příznaky
Různé příznaky toho, co může být považováno za dystymii:
- Zvýšená nebo snížená chuť k jídlu nebo hmotnost
- Nedostatek spánku nebo nadměrná spavost
- Únava nebo slabost
- Snížená sebedůvěra
- Poruchy koncentrace
- Nerozhodnost
- Beznaděje nebo pesimismus.

Příznaky dystymie jsou podobné příznakům deprese, i když bývají méně intenzivní. V obou případech může postižená osoba mít zhoršenou nebo podrážděnou náladu, nezájem o příjemné a radostné věci, ztrátu energie. Příznaky se také mohou zhoršit a může navíc dojít k výskytu normální deprese, což je označováno jako dvojitá deprese (double depression). Zatímco deprese odezní, dystymie je stálá a trvá po dlouho dobu, takže někteří lidé si myslí, že je součástí jejich charakteru. Lidé s dystymií dokonce o této nemoci nehovoří s lékařem, rodinou nebo přáteli. Dystymie je dva až tři krát běžnější u žen než u mužů. Někteří lidé s dystymií zažili v dětství velkou ztrátu, jako například smrt rodiče. Jiní popisují, že v dětství byli v neustálém stresu. Je často nemožné říci, zda lidé s dystymií jsou pod větším tlakem než jiní lidé nebo jsou na stejné podmínky kvůli dystymii citlivější a hůře je snášejí.

## Diagnostická kritéria
Kromě výše uvedených příznaků je pro diagnostikování této poruchy také nutné aby:
1. Pacient v průběhu prvních dvou let příznaků netrpěl klasickou depresí.
2. Pacient neměl mánii nebo hypománii.
3. Pacient nesplnil kritéria pro cyklotymii.
4. Porucha se neprojeví se souvislosti s chronickou psychózou jako je schizofrenie nebo poruchami vnímání.
5. Příznaky nejsou způsobeny fyzickými problémy, užitím léků.
6. Příznaky způsobí klinicky významné problémy nebo znevýhodnění v práci, škole, společnosti nebo v soukromí.

## Léčba
Jako u jiných forem deprese i u dystymie existuje několik způsobů léčby. Často se používá psychoterapie, která pomáhá změnit způsob myšlení. Navíc mohou lékaři předepsat různá antidepresiva, nejčastěji se používají selektivní inhibitory zpětného vychytávání serotoninu (SSRI), jako například fluoxetin (Prozac, Deprex, Apo-fluoxetin), sertralin (Zoloft), paroxetin (Apo-Parox) a citalopram (Seropram, Citalec, Dalsan, Apo-Cital). SSRI se snadno podávají a jsou poměrně bezpečné ve srovnání s jinými antidepresivy. Další nová antidepresiva jsou bupropion (Wellbutrin), venlafaxin (Efectin SR), mirtazapin (Remeron, Mirzaten, Esprital) a duloxetin (Cymbalta) a také amisulprid (Deniban), který je na dystymii speciálně určen.
Léky mohou mít vedlejší účinky. SSRI mohou způsobit nevolnost a sexuální dysfunkce. Mohou na počátku léčby zvýšit úzkost a dlouhodobě vést k apatii. Obavy ze zvýšeného rizika sebevraždy vedly americkou agenturu pro kontrolu léčiv (FDA) k doporučení umístit na tyto produkty varování. Zvýšené riziko sebevraždy nebylo vědecky potvrzeno, ale malý počet osob užívajících medikace se cítil překvapivě hůře než před započetím léčby. Všechny problémové změny je nutné hlásit svému lékaři a je nutné dodržovat termíny návštěv. Riziko neléčené deprese je o hodně vyšší, než riziko léčby antidepresivy.
Při léčbě antidepresivy trvá dva až šest týdnů, než se dostaví zlepšení. Je nutné správně nastavit dávkování. Dosažení plného účinku se může dostavit až po několika měsících. Někdy jsou předepisována dvě různá antidepresiva nebo se podávají navíc stabilizátory nálady nebo léky proti úzkosti. Druh nejlépe vyhovující psychoterapie závisí na různých faktorech, včetně typu stresujících událostí, dostupnosti rodinných příslušníků a sociální podpory a osobních preferencích. Součástí léčby by mělo být informování o depresi.